# Sant Vicenç de Mollet

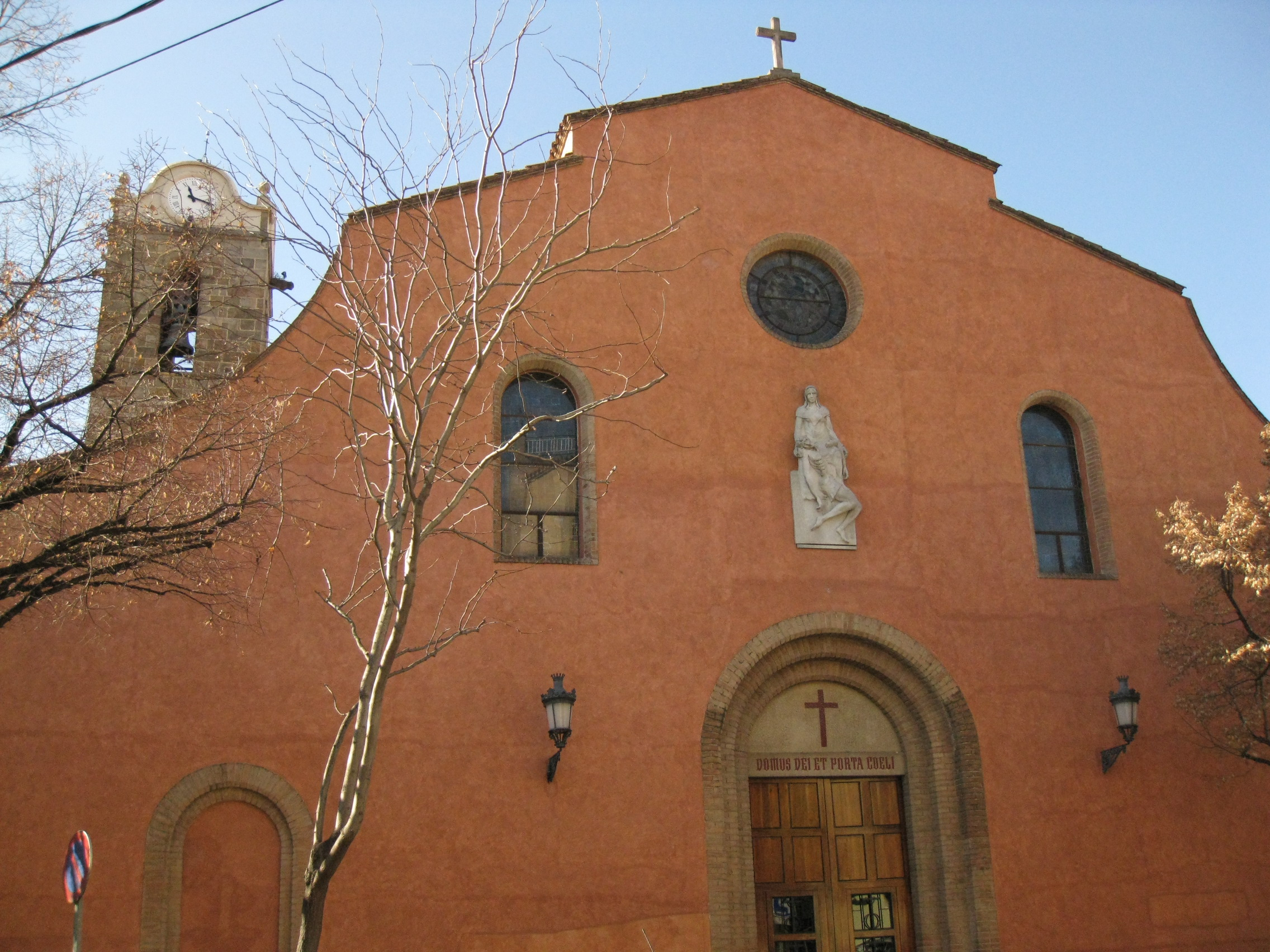
Detall de la façana

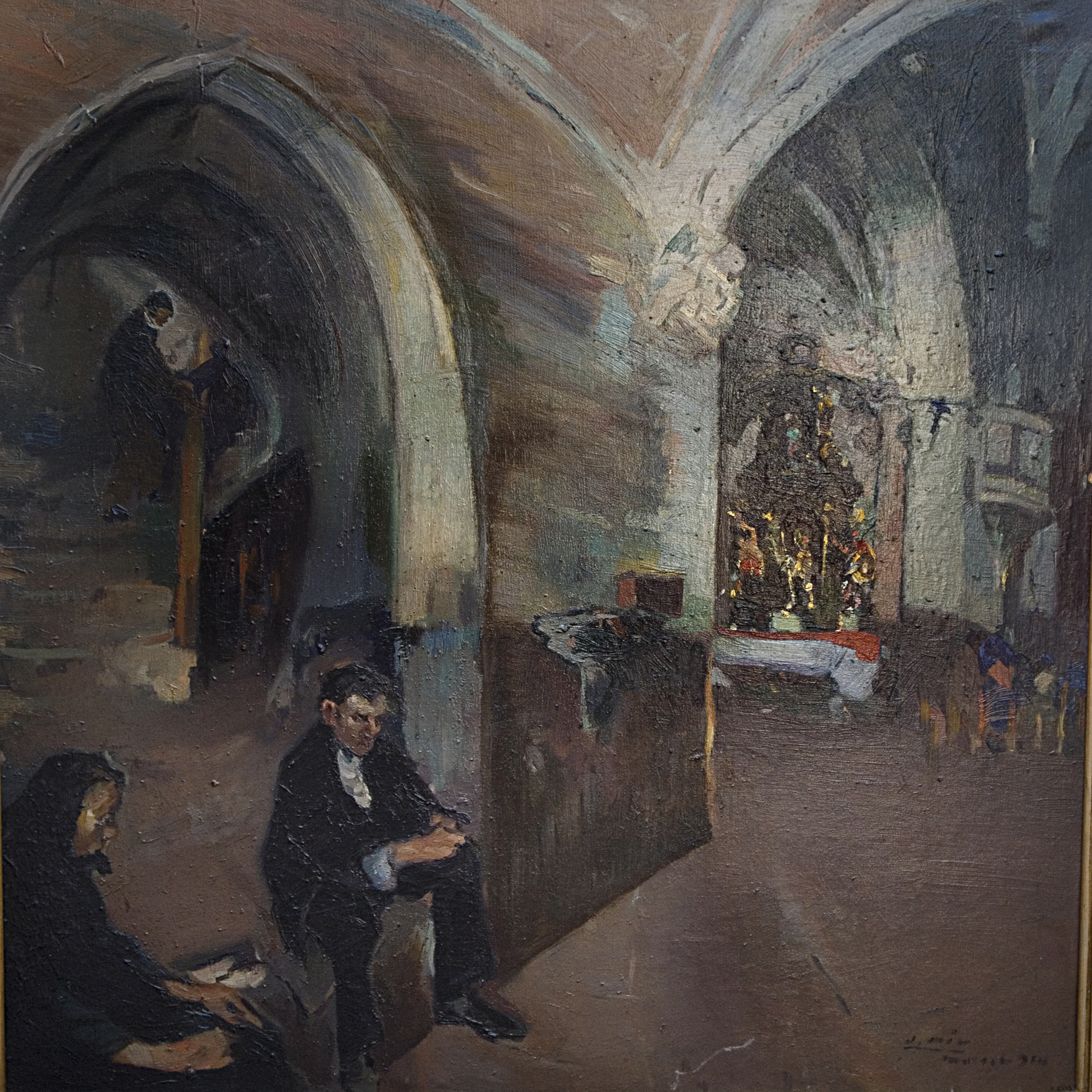
Interior d'església de Sant Vicenç de Mollet (Joaquim Mir i Trinxet, 1914), col·lecció de la Fundació Municipal Joan Abelló.

Sant Vicenç de Mollet és l'església parroquial de Mollet del Vallès (Vallès Oriental). Està protegida com a bé cultural d'interès local.

## Descripció
És un edifici de tres naus. La central, molt ampla, està sostinguda per arcs de mig punt. El campanar és de torre quadrada, amb un cos superior de finestrals d'arc de mig punt on hi ha les campanes i coronat per uns rellotges. L'edifici és de tipus basilical.

## Història
La primera referència és de 993, quan Ermengarda "Bona Dona" i Na Eldregodo donen a Sant Cugat terres i horts que tenen a Parets i que limiten amb l'església de "Sant Vicenç i Santa Leda"
L'església destruïda el 1936 era d'estil gòtic i havia estat decorada el 1530 amb uns retaules de l'escultor i tallista renaixentista Martí Diez de Liatsasolo. Només resta el campanar. De l'interior de l'església, es conserva una pintura a l'oli sobre tela realitzada l'Abril de l'any 1914 per l'artista català Joaquim Mir i Trinxet on es mostra l'interior de l'edifici religiós. A la zona esquerra en primer pla, s'observen dues figures assegudes sota un arc, darrera les quals trobem un altre personatge que puja les escales. A la zona dreta de la composició, podem observar l'altar i el retaule que decoraven el lloc. Aquest quadre forma part de la col·lecció de la Fundació Municipal Joan Abelló a Mollet del Vallès.
L'edifici fou bastit després de la guerra i es cobriren els panys de paret, segons el projecte de Francesc Folguera, de rajols vermells (l'interior és decorat de pintures de Jaume Busquets i Mollera, Francesc Vidal i Gomà, Joan Abelló i Prat i amb escultures de Manel Martí i Cabré i de Francesc Juventeny).